# Флаги Кемеровской области
Список флагов муниципальных образований Кемеровской области Российской Федерации.
На 1 января 2020 года в Кемеровской области насчитывалось 84 муниципальных образования — 16 городских округов, 13 муниципальных округов, 5 муниципальных районов, 10 городских поселений и 40 сельских поселений.

## Флаги городских округов
| Флаг | Наименование                                     | Дата утверждения              | Номер в ГГР |
| ---- | ------------------------------------------------ | ----------------------------- | ----------- |
|      | Флаг муниципального образования «Город Кемерово» | 29 ноября 2019                | 12698       |
|      | Флаг Анжеро-Судженского городского округа        | 25 октября 2007               | 3488        |
|      | Флаг Беловского городского округа                | 29 апреля 2004 28 января 2021 | 1445        |
|      | Флаг Берёзовского городского округа              | 24 октября 2019               | 12696       |
|      | Флаг Калтанского городского округа               | 29 июля 2020                  | 13228       |
|      | Флаг городского округа «Город Киселёвск»         | 30 ноября 2005                | 2086        |
|      | Флаг Краснобродского городского округа           | 23 декабря 2009               | 5835        |
|      | Флаг Ленинск-Кузнецкого городского округа        | 27 мая 2010                   | 6245        |

| Флаг | Наименование                                      | Дата утверждения | Номер в ГГР |
| ---- | ------------------------------------------------- | ---------------- | ----------- |
|      | Флаг Междуреченского городского округа            | 30 мая 2002      | 1064        |
|      | Флаг Мысковского городского округа                | 11 июня 2013     | 8511        |
|      | Флаг Новокузнецкого городского округа             | 28 сентября 2018 | 12056       |
|      | Флаг Осинниковского городского округа             | 12 декабря 2019  | 12711       |
|      | Флаг муниципального образования «Город Полысаево» | 26 января 2005   | 1814        |
|      | Флаг Прокопьевского городского округа             | 24 апреля 2020   | 12985       |
|      | Флаг Тайгинского городского округа                | 20 февраля 2020  | 12987       |
|      | Флаг Юргинского городского округа                 | 15 декабря 2004  |             |

## Флаги муниципальных округов
| Флаг | Наименование                                  | Дата утверждения                               | Номер в ГГР |
| ---- | --------------------------------------------- | ---------------------------------------------- | ----------- |
|      | Флаг Гурьевского муниципального округа        | 23 ноября 2006 11 марта 2020                   | 2888        |
|      | Флаг Ижморского муниципального округа         | 26 сентября 2013 10 января 2020                | 9508        |
|      | Флаг Кемеровского муниципального округа       | 26 марта 2004                                  | 1471        |
|      | Флаг Крапивинского муниципального округа      | 19 мая 2003                                    | 1252        |
|      | Флаг Ленинск-Кузнецкого муниципального округа | 26 января 2005 26 августа 2010 26 декабря 2019 | 1787        |
|      | Флаг Прокопьевского муниципального округа     | 28 ноября 2019                                 | 12713       |
|      | Флаг Промышленновского муниципального округа  | 9 декабря 2004                                 | 1737        |

| Флаг | Наименование                            | Дата утверждения               | Номер в ГГР |
| ---- | --------------------------------------- | ------------------------------ | ----------- |
|      | Флаг Тисульского муниципального округа  | 25 сентября 2003               | 1319        |
|      | Флаг Топкинского муниципального округа  | 24 апреля 2018                 | 11870       |
|      | Флаг Тяжинского муниципального округа   | 30 ноября 2007 26 декабря 2019 | 3781        |
|      | Флаг Чебулинского муниципального округа | 5 декабря 2014 25 декабря 2019 | 10174       |
|      | Флаг Юргинского муниципального округа   | 31 октября 2019 25 марта 2021  | 12715       |
|      | Флаг Яйского муниципального округа      | 27 августа 2020                | 13229       |
|      | Флаг Яшкинского муниципального округа   | 17 декабря 2007                | 3821        |

## Флаги муниципальных районов
| Флаг | Наименование                           | Дата утверждения | Номер в ГГР |
| ---- | -------------------------------------- | ---------------- | ----------- |
|      | Флаг Беловского муниципального района  | 27 декабря 2019  | 12827       |
|      | Флаг Мариинского муниципального района | 3 апреля 2009    | 4838        |

| Флаг | Наименование                              | Дата утверждения | Номер в ГГР |
| ---- | ----------------------------------------- | ---------------- | ----------- |
|      | Флаг Новокузнецкого муниципального района | 21 декабря 2004  | 1621        |
|      | Флаг Таштагольского муниципального района | 25 февраля 2020  | 12989       |

## Флаги городских поселений
| Флаг | Наименование                                                 | Дата утверждения | Номер в ГГР |
| ---- | ------------------------------------------------------------ | ---------------- | ----------- |
|      | Флаг Шерегешского городского поселения Таштагольского района | 7 сентября 2010  |             |
|      | Флаг Шерегешского городского поселения Таштагольского района | 6985             |             |

## Флаги сельских поселений
| Флаг | Наименование                                                           | Дата утверждения | Номер в ГГР |
| ---- | ---------------------------------------------------------------------- | ---------------- | ----------- |
|      | Флаг Сусловского сельского поселения Мариинского муниципального района | 16 декабря 2016  | 11240       |

## Флаги упразднённых муниципальных образований
| Флаг | Наименование                                                            | Дата утверждения | Номер в ГГР | Примечания |
|      | Флаг Гурьевского городского поселения Гурьевского муниципального района | 29 мая 2006      |             | Законом Кемеровской области от 30 октября 2019 года № 112−ОЗ все муниципальные образования, входящие в состав Гурьевского муниципального района, были преобразованы в Гурьевский муниципальный округ |
|      | Флаг Гурьевского городского поселения Гурьевского муниципального района | 2432             |             | Законом Кемеровской области от 30 октября 2019 года № 112−ОЗ все муниципальные образования, входящие в состав Гурьевского муниципального района, были преобразованы в Гурьевский муниципальный округ |
|      | Флаг Яйского городского поселения Яйского муниципального района         | 27 декабря 2007  | 4000        | Законом Кемеровской области от 5 августа 2019 года № 68−ОЗ все муниципальные образования, входящие в состав Яйского муниципального района, были преобразованы в Яйский муниципальный округ           |
|      | Флаг Щегловского сельского поселения Кемеровского муниципального района | 15 марта 2019    | 12268       | Законом Кемеровской области от 5 августа 2019 года № 68−ОЗ все муниципальные образования, входящие в состав Кемеровского муниципального района, были преобразованы в Кемеровский муниципальный округ |

## Упразднённые флаги
| Флаг | Наименование                                     | Дата утверждения | Дата отмены      |
| ---- | ------------------------------------------------ | ---------------- | ---------------- |
|      | Флаг муниципального образования «Город Кемерово» | 29 августа 1997  | 29 ноября 2019   |
|      | Флаг Новокузнецкого городского округа            | 23 июня 1999     | 28 сентября 2018 |
|      | Флаг Прокопьевского городского округа            | 24 апреля 2007   | 24 апреля 2020   |
|      | Флаг Прокопьевского муниципального округа        | 24 ноября 2010   | 28 ноября 2019   |

| Флаг | Наименование                                     | Дата утверждения                | Дата отмены     |
| ---- | ------------------------------------------------ | ------------------------------- | --------------- |
|      | Флаг Таштагольского муниципального района        | 25 сентября 2007                | 25 февраля 2020 |
|      | Флаг Яйского муниципального округа               | 21 октября 2009 26 декабря 2019 |                 |
|      | Флаг муниципального образования «Город Юрга»     | 22 февраля 2002                 | 15 декабря 2004 |
|      | Флаг Яйского городского поселения Яйского района | 25 октября 2007                 | 27 декабря 2007 |